# Релігія в Греції
Релігія в Греції (2017)

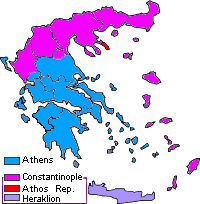
Територіальна організація православної церкви в Греції:
Константинопольський патріархат
Елладська православна церква
Афонська чернеча автономія
Напівавтономна церква Криту

Серед усіх релігійних конфесій у Греції домінує Грецьке православ'я, а православ'я визнане панівною релігією Конституцією Греції. Остання водночас гарантує свободу віросповідання для всіх громадян.
Грецька національна статистична служба не веде офіційну статистику щодо релігійної належності громадян, проте за оцінками Державного департаменту, 98 % громадян називають себе православними. За даними соціологічного дослідження Євростату у 2005 році, 81 % греків відповіли, що вірять в Бога, що є третім показником серед країн-членів ЄС, поступаючись тільки Мальті та Кіпру.

## Християнство

### Католицизм

#### Римо-католицизм
Відносно нечисленні корінні мешканці деяких островів Егейського моря, які в Середні віки належали Венеційській республіці, сповідують католицизм. Загалом їх чисельність сягає близько 50 000 осіб, переважна більшість живе на Кікладських та Іонічних островах. В останні роки, за підрахунками дослідників, римо-католицька громада могла збільшитись до 200 тисяч у зв'язку із масовою імміграцією в Грецію. Серед греків побутує назва римо-католиків — франки (Φράγκοι) від загальної назви доби існування на теренах грецьких територій низки держав хрестоносців — Франкократії.

#### Греко-католизм
На противагу римо-католикам, прихожани католицької церкви східного обряду, тобто уніати, іменуються романцями (Ρωμαιοι) від самоназви Візантійської імперії. Хоча до середини 19 століття греків, які сповідували католицизм візантійського обряду не існувало, нечисленні греки-католики належали до латинського обряду. На сучасному етапі чисельність їх також незначна, сягає близько 5 000 осіб, а громада здебільшого зосереджена в Афінах. Хоча кілька приходів Грецької католицької церкви діють також в Туреччині (в Стамбулі парафія нараховує кілька десятків прихожан), країнах Західної Європи, парафіянами яких переважно є греки-емігранти.

### Православ'я

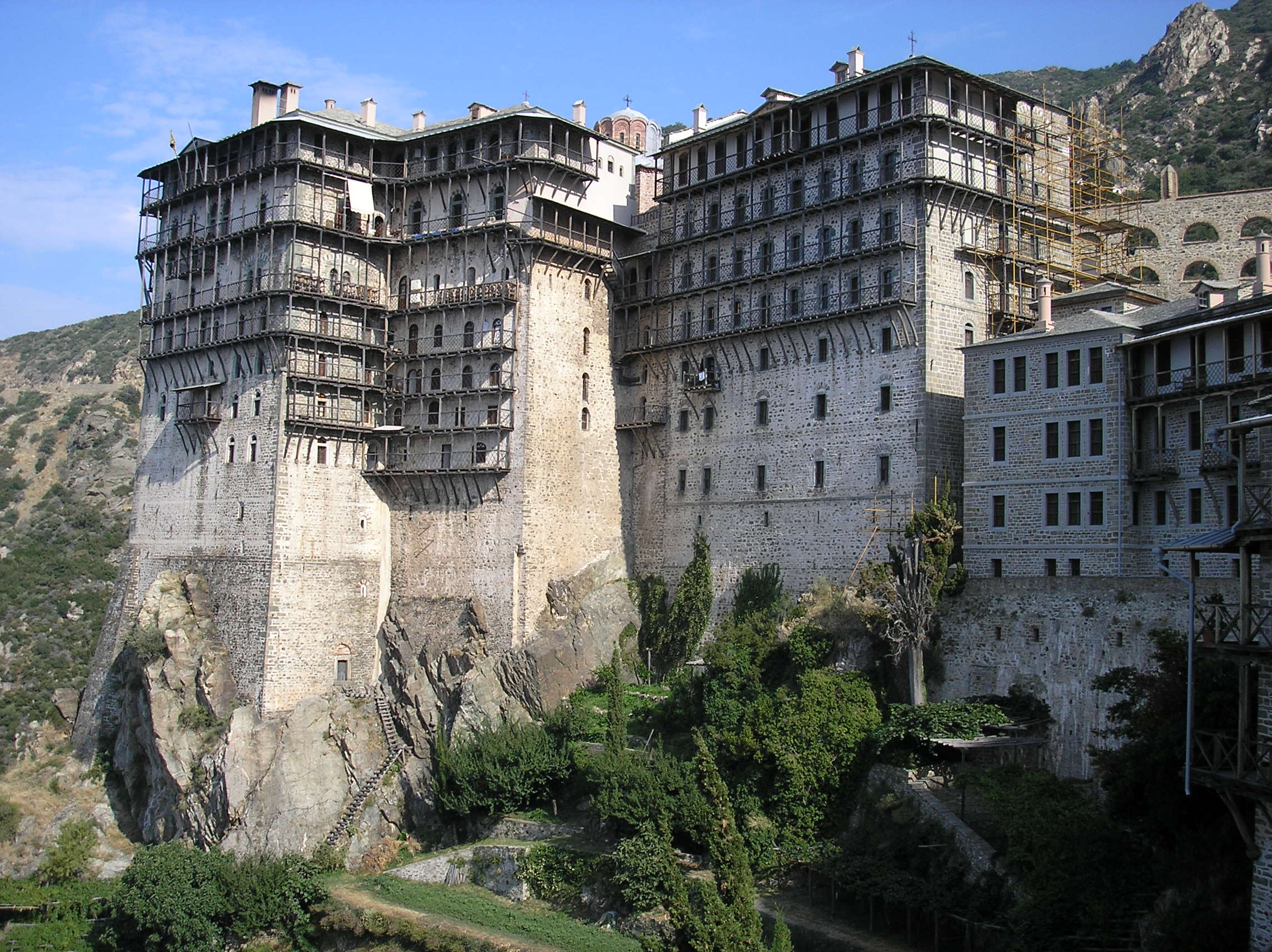
Монастир Симонопетра, Афон

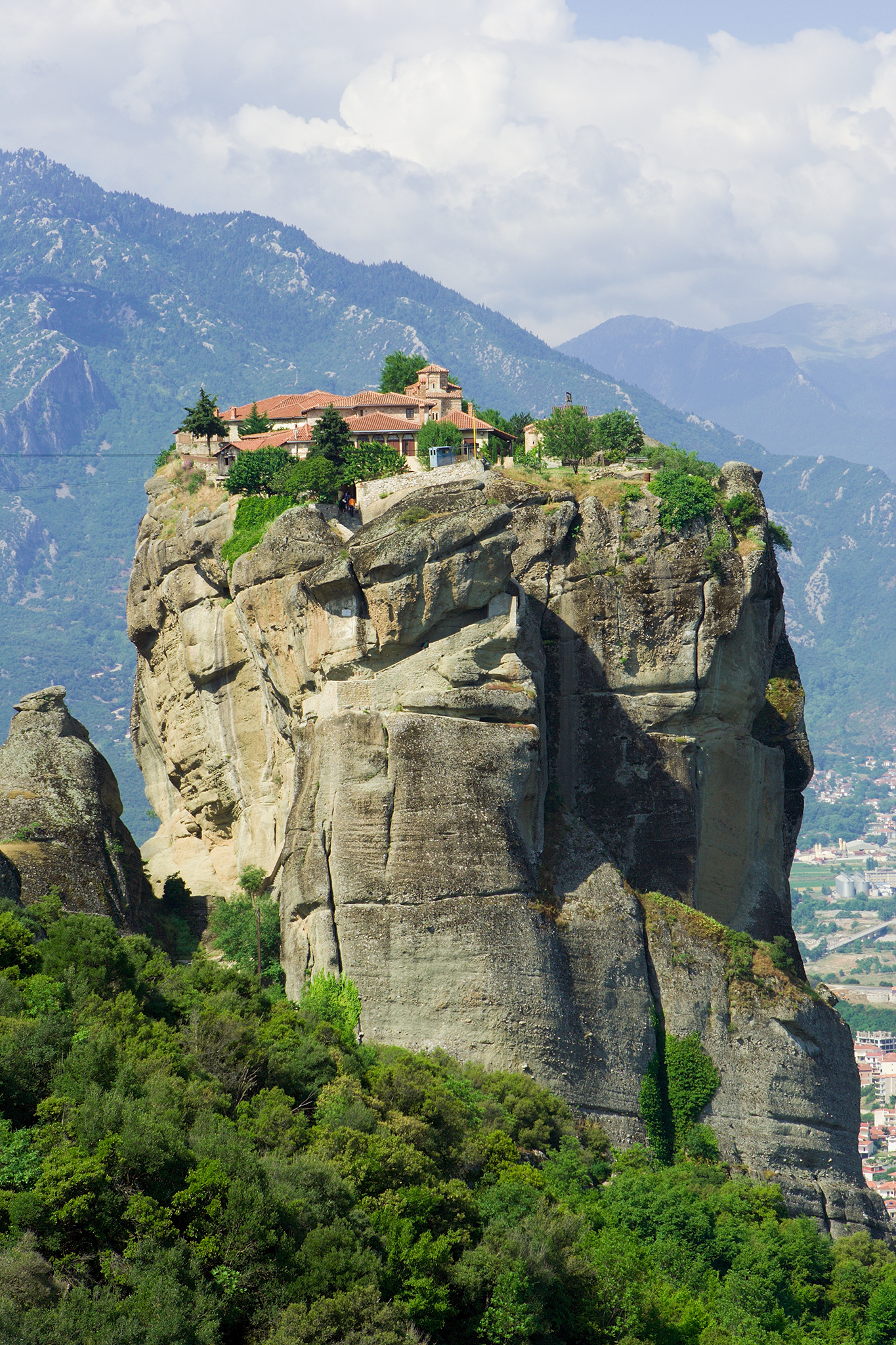
Монастир Святої Трійці, Метеора

Панівна Грецька православна церква належить до православних церков східного обряду і посилається на кілька автокефальних церков, які мають споріднені традиції та літургії, що традиційно проводяться на койне, оригінальній мові Нового Заповіту.
Національна автокефальна церква — Елладська православна церква, її предстоятель — архієпископ Ієронім ІІ, резиденція якого розташована в Афінах. Вона посідає 11-те місце у диптиху автокефальних помісних церков. Елладська православна церква складається з 1 архієпископій та 77 митрополій (див. Список єпархій Елладської православної церкви), має близько 200 монастирів та нараховує 8 млн православних віруючих із 9,6 млн всього населення Греції. При цьому близько 700 тисяч на кожну тисячу православних вірян належать до приходу старостильних церков у Греції.
Одночасно православні церкви Монастирської автономії Святої гори Афон, а також церкви деяких Додеканеських островів та Криту підпорядковуються безпосередньо Вселенському патріархату, чия резиденція розташована у Константинополі (Стамбулі) і який у Греції традиційно іменується Константинопольським.
Давні традиції православ'я у поєднанні з унікальними рисами грецького мистецтва породили сакральні шедеври світової спадщини, взяті під охорону ЮНЕСКО: 20 монастирів чернечої автономії Святої Гори на півострові Айон-Орос, 6 монастирів Метеори в Фессалії, Монастир Іоанна Богослова і Печера Апокаліпсиса на острові Патмос, монастирі Осіос-Лукас в Беотії, Неа-Моні на острові Хіос, Дафні в Аттиці, а також 9 ранньо-християнських і візантійських пам'яток в Салоніках.

### Протестантизм
Община протестантів у Греції, в тому числі прихожан Грецької євангелічної церкви і Вільних євангелічних церков, нараховується близько 3 000 осіб Церква Бога, Міжнародна церква чотиримісного Євангелія та інші п'ятидесятницькі церкви Грецького Синоду Апостольської Церкви нараховують до 12 000 членів. Незалежна вільна апостольська церква п'ятидесятників — найбільша протестантська деномінація в Греції, яка має 120 церков. Остання не веде офіційної статистики щодо кількості своїх послідовників, проте за даними Православної церкви їх нараховується до 20 000.

## Іслам
Корінні мусульмани в Греції здебільшого мають турецьке походження, хоча громада грецьких мусульман також існує. У Фракії та на острові Родос, окрім греків, живуть турки-мусульмани (1,3 %). Число послідовників ісламу, за наближеними оцінками, становить 97 604 осіб, або 0,95 % від загальної чисельності населення, за переписом населення на 1991 рік. Чисельність мусульманів-іммігрантів нетурецького походження, зокрема албанців, оцінююється між 200 000 і 300 000.

## Юдаїзм
Юдаїзм існує в Греції впродовж більше 2 000 років. Єврейська громада в Греції на сучасному етапі становить приблизно 5 500 осіб. Вона зосереджена в основному у великих містах — Афіни, Салоніки, Лариса, Волос, Халкіда, Яніна, Трикала і Керкіра. Водночас малочисельна юдейська громада існує в містах Кавала і Родос. Юдейська громада в Греції складається з двох груп: романіоти — єврейська громада, яка виводить свою історію в Греції з античності, а також ладіно-мовні сефарди, які прибули в Грецією з Іспанії і селилися переважно в Салоніках за часів Османської імперії. Сефарди колись складали численну общину в Салоніках, проте Голокост змогли пережити не більше 5 500 осіб.

## Інші релігійні течії
Існує у Греції й сучасна релігійна течія грецького політеїзму, або, так звана, «етнічна еллінська релігія». Її прибічники поклоняються 12 олімпійським богам. Її прибічників нараховується не більше 2 000 осіб, а також близько 100 тисяч симпатиків. Серед інших нечисленних релігійних течій слід зазначити Свідків Єгови, Адвентистів сьомого дня, мормонську Церкву Ісуса Христа Святих останніх днів та послідовників Саєнтології.